# José Luis Olivas
José Luis Olivas Martínez, né le 13 octobre 1952 à Motilla del Palancar, est un homme d'affaires et homme politique espagnol, membre du Parti populaire (PP), actuellement vice-président de Bankia et ancien président de la Généralité valencienne, entre 2002 et 2003.

## Biographie

### Formation et emploi
Né dans la province de Cuenca, il accomplit des études supérieures de droit à l'université Complutense de Madrid, où il se spécialise en droit international public. Il devient ensuite avocat aux barreaux de Madrid, Valence et Sueca. Il a également été secrétaire général de la Fédération des entreprises de l'hôtellerie.

### Les débuts en politique
En 1977, il participe à la fondation de l'Union du centre démocratique (UCD), dont il a été secrétaire à l'Organisation à Valence. Il est élu deux ans plus tard au conseil municipal, avant d'être nommé, en décembre 1981, directeur général du Budget du département de l'Économie et des Finances de la Généralité valencienne. 
Il démissionne en décembre 1982, année où il rejoint l'Alliance populaire (AP).

### Au conseil municipal de Valence
Il se présente aux élections municipales à Valence, en 1987, et se voit réélu au conseil municipal de la ville, alors dirigée par le socialiste Ricard Pérez Casado. Quatre ans plus tard, après la victoire du Parti populaire (PP), qui a succédé à l'AP, conduit par Rita Barberá, il est désigné porte-parole du groupe PP, adjoint au maire et délégué à l'Économie et aux Finances.
Il est nommé en 1993 secrétaire général de la fédération régionale du parti conservateur (PPCV), sous la direction du nouveau président, Eduardo Zaplana.

### Conseiller de la Généralité valencienne
Élu député de la province de Valence au Parlement valencien (Corts Valencianes) lors des élections régionales de 1995, remportées par le Parti populaire, José Luis Olivas devient, le 6 juillet suivant, conseiller à l'Économie et aux Finances de la Généralité valencienne, sous la présidence de Zaplana. À la suite des élections de 1999, au cours desquelles il conserve son mandat parlementaire, il est promu premier vice-président du conseil de la Généralité valencienne.

### Président de la Communauté valencienne
Le 9 juillet 2002, Eduardo Zaplana est désigné ministre espagnol du Travail et des Affaires sociales par José María Aznar, fonction incompatible avec la présidence de la Communauté valencienne. En sa qualité de premier vice-président, Olivas prend l'intérim de la direction du gouvernement. Il renonce alors à son poste de secrétaire général, confié au délégué du gouvernement, Paco Camps, également choisi comme chef de file aux élections de 2003. Après un discours centré sur la continuité de l'action politique entreprise depuis 1995 et la décentralisation de certaines compétences aux communes valenciennes, il est investi président de la Généralité valencienne avec le seul soutien des 49 députés, sur 89, dont disposait alors le PP.

### Fin de carrière politique
Il ne se représente pas lors des élections régionales de 2003, au cours desquelles les conservateurs obtiennent une nouvelle majorité absolue, et se retire de la vie politique. Il devient ensuite président de la Bancaja, caisse d'épargne d'Alicante, de Castellón et Valence. À compter du 1er janvier 2011, il prend les fonctions de vice-président du conseil d'administration de la banque financière et d'épargne (BFA), partiellement détenue par la Bancaja et propriété de Bankia, dont il est également désigné vice-président.

### Vie privée
Marié, il est père de deux filles.